# Métro de Xuzhou
 (juillet 2025).
Le métro de Xuzhou (Chinois simplifié : 徐州地铁 ; pinyin : xú zhōu dì tiě) est un réseau de métro en cours de construction à Xuzhou, province du Jiangsu, Chine. La construction a commencé en février 2014 et la Ligne 1 a ouvert le 28 septembre 2019. D'ici à 2020, le réseau comprendra trois lignes pour une longueur totale de 67 km (42 mi). L'investissement total devrait être de 44,3 milliards de CNY,. Le réseau une fois complété sera composé de 11 lignes d'une longueur totale de 323 km (201 mi).

## Première phase
La ligne 1 la construction a débuté en février 2014. La première phase est prévue pour faire 22 km (de 13,7 mi) de long : elle a 18 stations (17 souterraines et une surélevée). Elle commencera à partir de Luwo Station à l'ouest et ira à l'Est jusqu'à la gare de Xuzhou-Est. La ligne a ouvert le 28 septembre 2019 .
La ligne 2 (phase 1) est fait 24,2 km (15.0 mi) de long pour 20 stations de métro souterraines. La ligne commencera à la station Keyunbei et se terminera à la station "Xinchengqu East Station" . L'ouverture a eu lieu en Novembre 2020.
La ligne 3 (phase 1) est prévue pour faire 18,3 km (11.4 mi) de long pour 16 stations de métro souterraines. La ligne commencera à la station Xiadian et se terminera à la station "Gaoxingqu South" . L'ouverture est prévue pour le 1er décembre 2020.

## Deuxième phase
La construction de la deuxième phase du métro de Xuzhou va bientôt commencer, celle-ci inclut les Lignes 4, Ligne 5, Ligne 6, et la deuxième phase de la Ligne 3. La construction de ces lignes durera jusqu'en 2024. La deuxième phase fera 104,8 kilomètres (65,11 mi) de long avec 73 stations.
La ligne 4 est prévue pour faire 33,9 km (21,06 mi) de long incluant 25 stations de métro, dont 8 stations connectées à d'autres lignes. La ligne commencera à la station Taishangcun et se terminera à la station Liuwan Village.
La ligne 5 est prévue pour faire 33,5 km (20,82 mi) de long incluant 23 stations de métro, dont 9 stations connectées à d'autres lignes. La ligne commencera à la station Sundian Village et se terminera à la station "Xuzhou Mining City".
La ligne 6 est prévue pour faire 30,7 km (19,08 mi) de long incluant 20 stations de métro, dont 6 stations connectées à d'autres lignes. La ligne commencera à la station Zhujiang road et se terminera à la station Gare de Xuzhou-Est.
La Ligne 3 (phase 2) est prévue pour faire 6,9 km (4,29 mi) de long incluant 5 stations de métro. La ligne commencera à la station de Xiadian et se terminera à la station de Houtao Taocun.
En septembre 2018, il a été annoncé que le plan de la seconde phase de construction sera bientôt au "National Development and Reform Commission", sachant que les travaux préparatoires de construction ont déjà commencé et que le projet a déjà passé la commission du développement et des réformes provinciales ("Provincial Development and Reform Commission"). La construction de la deuxième phase débutera tout d'abord avec la Ligne 6 et la Ligne 3, à une date non encore déterminée.

## Troisième phase
La troisième phase de construction des lignes de métro est toujours en phase de planification, elle permettra de compléter le plan de doter Xuzhou de 7 lignes de métro et 4 lignes de trains de banlieue. Cette phase comprendra la deuxième phase de la ligne 1 et 2 ainsi que de l'ensemble des Lignes 7, S1, S2, S3, et S4.